# Avonia quinaria
Avonia quinaria är en tvåhjärtbladig växtart. Avonia quinaria ingår i släktet Avonia och familjen Anacampserotaceae.

## Underarter
Arten delas in i följande underarter:
- A. q. alstonii
- A. q. quinaria

## Bildgalleri

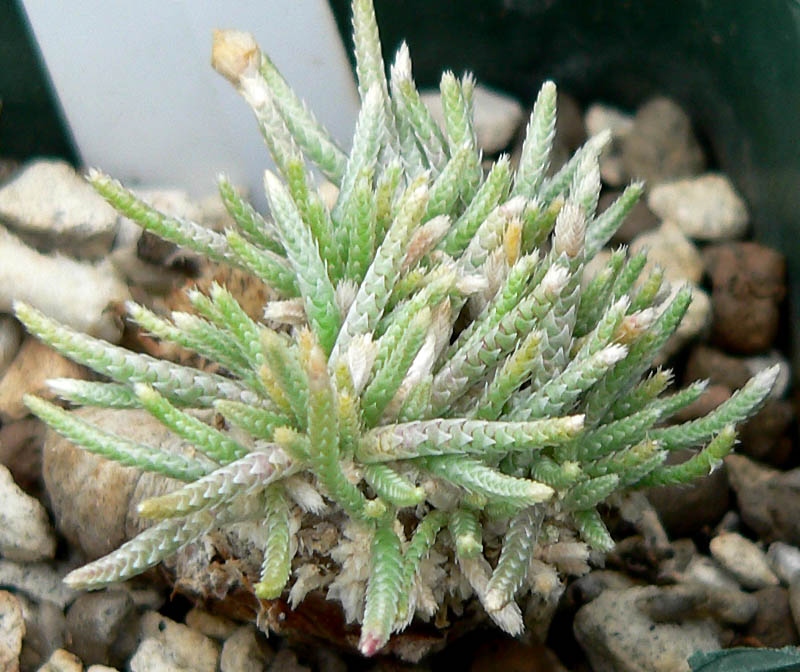